# Brest Challenger 1990
Il Brest Challenger 1990 è stato un torneo di tennis facente parte della categoria ATP Challenger Series nell'ambito dell'ATP Challenger Series 1990. Il torneo si è giocato a Brest in Francia dal 22 al 28 ottobre 1990 su campi in cemento indoor.

## Vincitori

### Singolare
Cédric Pioline ha battuto in finale  Richard Krajicek con il punteggio di 6–3, 6–4.

### Doppio
Martin Damm /  Ģirts Dzelde hanno battuto in finale  Wayne Ferreira /  Piet Norval con il punteggio di 6–4, 6–4.